# Els valencians, des de quan són valencians?
Els valencians, des de quan són valencians? és un llibre d'investigació històrica escrit pel medievalista Vicent Baydal i publicat per l'editorial Afers el 2016. En ell, Baydal investiga els processos mitjançant els quals es va construir la identitat dels valencians en tant que valencians. Per a això, l'autor disposa d'una gran col·lecció de documents històrics.
Va ser presentat a la Biblioteca de l'Hospital de València el 2 de març de 2016.

## L'obra
Tot i que en la primera part del llibre Baydal refute diverses tesis sobre la creació de la nació espanyola o la reconquesta segons les quals Espanya existiria des de l'any 1.000 aC, la intenció de Baydal és merament històrica, i investiga els fets socials sense cap determinisme. Tot i la existència d'estudis semblants realitzats per Antoni Ferrando o Agustín Rubio Vela, que són presos en consideració en el llibre, una de les aportacions de l'estudi de Baydal és que per primera vegada, l'anàlisi de la consicència identitària dels valencians es realitza des del moment de la seua aparició, i no des del moment en què esta ja s'ha consolidat, a les acaballes del segle xiv. Així, l'estudi de Baydal completa allò que els autors precedents no havien analitzat, com els camins, etapes i motius que havien permés la construcció identitària dels valencians, el com i el perquè.
Per a Baydal, els Furs de València van ser l'element central al voltant del qual es jugaren les possibilitats i els camins per aconseguir la consciència identitària dels valencians, tot i una llarga i complexa història d'acceptació, rebuig i final implantació a tot el territori. La territorialització dels Furs i la configuració d'un cos polític comú serien els elements primordials per a la vehiculització d'un sentiment identitari valencià. Va ser un procés d'un segle de durada, on l'actuació de la Ciutat de València va ser primordial, ja que els seus interessos van estar lligats a la de l'expansió i aplicació dels Furs.
El canvi que va fer possible que el sentiment s'estenguera per tot el Regne de València va donar-se a les Corts de 1329-30, tot acabada de la Guerra de la Unió. A partir d'esta data, en 1336 i 1340 es troben els primers esments al gentilici valencià. Va ser un procés lent, que alhora es veurà reforçat per esdeveniments com la Guerra contra Castella del 1357. La identitat valenciana no es construeix en contra de les d'Aragó o Catalunya, sinó que és un procés marcat per l'evolució institucional a la Corona d'Aragó i paral·lel a l'evolució dels altres territoris, així com inclussiva.
Les investigacions de Baydal corroboren i confirmen les investigacions de Ferrando i Rubio Vela, alhora que les complementa cap arrere en el temps.